# Сим (Пермский край)
Сим — посёлок в Соликамском районе Пермского края в 48 км на северо-восток от Соликамска на реке Глухая Вильва. Входит в состав муниципального образования сельское поселение Краснобережское.

## История
Основан в 1939 году как лесоучасток Верхний Сим. Местный вариант названия — Кровавый Сим. В 1964 году существовавший тогда Поломский сельсовет был переведён в посёлок Сим и переименован в Симский сельсовет.

## Население
| 2010 |
| ---- |
| 1209 |

## Инфраструктура
В посёлок приходит железнодорожная ветка. На расстоянии около 9 км на восток от посёлка расположен ещё один объект с названием Сим. В Симе располагается ФБУ ИК 6 ОИК-5 (ВК 240/6) общего режима (705 мест), в том числе с участком колонии-поселения (100 мест).
В посёлке работает Симская средняя школа, детский сад и почтовое отделение.